# Miguel Vicente de Abreu
Miguel Vicente de Abreu (1827 – 1883) foi um historiador goês e oficial menor da Imprensa Nacional. Pertenceu ao grupo dos intelectuais goeses que foram treinados e patrocinados por Joaquim de Cunha Rivara enquanto secretário do governo do Estado Português da Índia. Foi cavaleiro da Ordem de Nossa Senhora da Conceição de Vila Viçosa e sócio da Academia Real das Ciências de Lisboa.

## Obras publicadas
- O governo do vice-rei conde do Rio Pardo estado da ïndia Portuguesa desde 1816 até 1821. Nova Goa : Imprensa Nacional, 1869.
- Bosquejo histórico de Goa... / Rev. Diniz L. Cottineau de Kloguen ; vertido em portuguez por Miguel Vicente d'Abreu. Nova Goa : Imp. Nacional, 1858.
- Folhinha civil e ecclesiastica de Goa para o anno de 1850. Nova Goa : Imprensa Nacional, 1849.
- Relação das alterações políticas de Goa. Nova Goa : Imprensa Nacional, 1862.
- Breves apontamentos biográficos de D. Frei Manuel de S. Galdino / compil. por Miguel Vicente de Abreu. Nova Goa : Imp. Nacional, 1862.
- Breves apontamentos biographicos do Arcebispo de Goa, D. Frei Manoel de S. Galdino. Nova Goa : [s.n.], 1862.
- Breves apontamentos biográficos de Dom Frei Manuel e São Galdino. Nova Goa : Imp. Nacional, 1862.
- Noção de alguns filhos distinctos da India portugueza que se illustraram fora da patria. Nova Goa : Imp. Nacional, 1874.
- Catalogo dos secretarios do estado da India portuguesa. Nova Goa : Imp. Nacional, 1866.
- Narração da Inquisição de Goa / Charles Dellon ; vertida em português, acrescentada com várias notas e algumas correcções por Miguel Vicente de Abreu ; introd. Ada Mastor ; actual. do texto e reorg. Júlio Henriques. 2a ed. Lisboa : Antígona, 1996 (ISBN 972-608-075-4).
- Real Mosteiro de Santa Monica de Goa : memoria historica. Nova-Goa : Imprensa Nacional, 1882.
- Narração da Inquisição de Goa escripta em francez por Mr. Dellon vertida em portuguez e accrescentada com varias memorias, notas, documentos, e um appendice, contendo a noticia que da mesma Inquisição deu o inglez Caludio Buchanan. Nova Goa : Imprensa Nacional, 1866.
- Memoria sobre os livros das monções do reino do archivo do Governo Geral da Índia Portuguesa ordenada por Miguel Vicente d'Abreu. Nova Goa : Imprensa Nacional, 1868.
- Breve noticia da creação e exercicio da aula de principios de phisica, chimica e historia natural do Estado da India Portugueza. Nova-Goa : Imp. Nacional, 1873.
- Constituições do arcebispado de Goa. [Nova Goa ? : s.n.. 1878.
- Constituições do Arcebispado de Goa [S.l. : s.n.]. 1878.